# Nierembergia aristata
Nierembergia aristata là loài thực vật có hoa trong họ Cà. Loài này được D. Don mô tả khoa học đầu tiên.